# Bệnh sợ khoảng trống

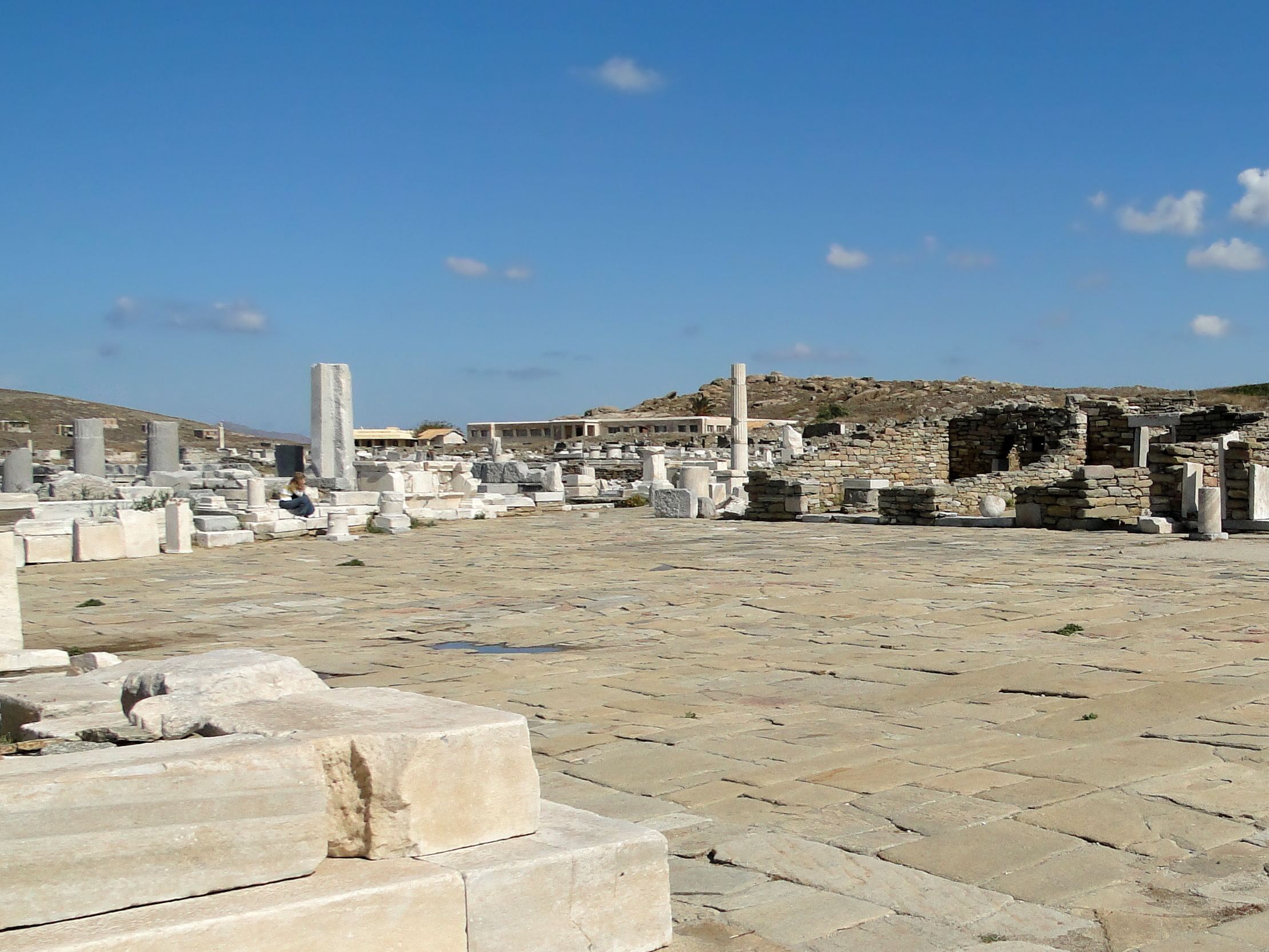
Một agora cổ ở Delos, Hy Lạp. Một trong những không gian công cộng sau đó điều kiện được đặt tên.

Chứng sợ khoảng trống, chứng sợ không gian rộng (agoraphobia) là một rối loạn lo âu đặc trưng bởi các triệu chứng lo âu trong các tình huống mà người bệnh nhận thấy môi trường của họ không an toàn mà không có cách nào dễ dàng để thoát ra. Những tình huống này có thể bao gồm không gian mở, giao thông công cộng, trung tâm mua sắm hoặc đơn giản là ở bên ngoài nhà của họ. Ở trong những tình huống này có thể dẫn đến một cơn hoảng loạn. Các triệu chứng xảy ra gần như mỗi khi tình huống gặp phải và kéo dài hơn sáu tháng. Những người bị ảnh hưởng sẽ cố gắng hết sức để tránh những tình huống này. Trong trường hợp nghiêm trọng, mọi người có thể không dám rời khỏi nhà của họ.
Agoraphobia được cho là do sự kết hợp của các yếu tố di truyền và môi trường. Tình trạng này thường xảy ra trong các gia đình, và các sự kiện căng thẳng hoặc chấn thương như cái chết của cha mẹ hoặc bị tấn công cũng có khả năng là một nguyên nhân. Trong agoraphobia DSM-5 được phân loại là một nỗi ám ảnh cùng với nỗi ám ảnh cụ thể và ám ảnh xã hội. Các điều kiện khác có thể tạo ra các triệu chứng tương tự bao gồm lo lắng phân tách, rối loạn căng thẳng sau chấn thương và rối loạn trầm cảm lớn. Những người bị ảnh hưởng có nguy cơ trầm cảm và rối loạn sử dụng chất cao hơn.
Nếu không điều trị, sẽ rất hiếm khi xảy ra trường hợp agoraphobia có thể tự giải quyết. Điều trị thường là với một loại tư vấn gọi là liệu pháp hành vi nhận thức (CBT). Kết quả CBT trong độ phân giải cho khoảng một nửa số người. Agoraphobia ảnh hưởng đến khoảng 1,7% người trưởng thành. Phụ nữ bị ảnh hưởng khoảng gấp đôi so với nam giới. Tình trạng này thường bắt đầu ở tuổi trưởng thành sớm và trở nên ít phổ biến hơn ở tuổi già. Bệnh này hiếm khi xảy ra ở trẻ em. Thuật ngữ "agoraphobia" là từ tiếng Hy Lạp, agorá, có nghĩa là " quảng trường công cộng " và -φοβία", -phobia, có nghĩa là" sợ hãi ".